# Вах, Адольф
Адольф Эдуард Людвиг Густав Вах (нем. Adolf Wach; 11 сентября 1843, Кулм, Западная Пруссия (ныне Хелмно, Польша) — 4 апреля 1926, Лейпциг) — немецкий юрист-процессуалист, педагог, профессор. Доктор философии (1865). Ректор Лейпцигского университета (1902—1903).

## Биография
Изучал право в Берлинском, Гейдельбергском, Кёнигсбергском и Геттингенском университетах.
С 1868 года читал религиозное право, гражданское судопроизводство и уголовное право в университетах Кёнигсберга (1868), Ростока (1869), Тюбингена (1871), Бонна (1872) и Лейпцига (с 1875 по 1920). Ректор Лейпцигского университета (1902—1903).
Королевский саксонский гехаймрат (тайный советник).
Был женат на младшей дочери композитора Ф. Мендельсона. Его внук Йоахим Вах, один из самых выдающихся религиоведов Германии.
Член Лейпцигского оркестра Гевандхауза.
Автор ряда юридических сочинений.
Почётный гражданин Вильдерсвиля (Швейцария).

## Избранные труды
- «Der Arrestprocess in seiner geschichtlichen Entwickelung» (Лейпциг, 1868);
- «Der italienische Arrestprozess» (Лейпциг, 1868);
- «Vorträge über die Reichscivilprozessordnung» (Бонн, 1879; 2-е изд., 1896);
- «Handbuch des deutschen Civilprozessrechts» (1 т., Лейпциг, 1885);
- «Die Civilprozessualische Enquete» (Берлин, 1887);
- «Reform der Freiheitsstrafe» (1890);
- «Die Lehre von der Rechtskraft» (1899).
- Справочник немецкого гражданского процессуального права, Лейпциг 1885 года.
- Структура уголовного дела, Мюнхен, 1914 год.

Кроме того, А. Вах сотрудничал в различных специальных журналах и, преимущественно, в «Archiv für civilistische Praxis».